# Umbra et Imago
Umbra et Imago est un groupe de dark wave et de rock gothique allemand fondé en 1991. La formation comprend Mozart (chant), Sascha Dannenberger (guitare), Lars Nippa (batterie), et Freddy Stürze (guitare). Il s'agit d'un des premiers (sinon le premier) groupes allemands à intégrer des éléments de sadomasochisme à son spectacle.

## Biographie

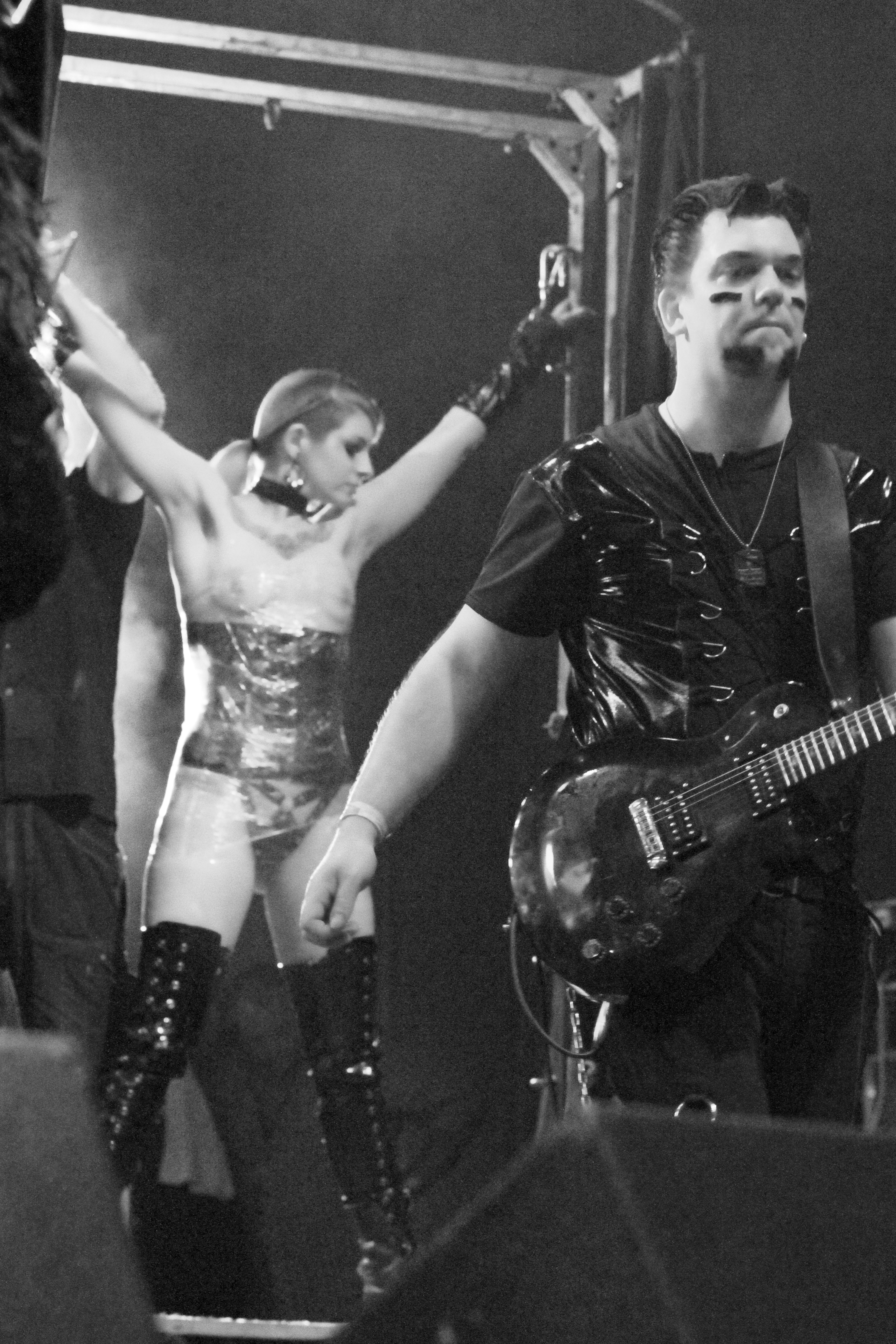
Wave-Gotik-Treffen 2014.

Umbra et Imago est à l'origine formé comme groupe parallèle à celui de The Electric Avantgarde. L'année suivante, les deux groupes coexistent. The Electric Avantgarde décide de s'orienter vers le death metal, mais il se dissout puis se reforme sous le nom de Dracul. Umbra et Imago devient alors le principal groupe de Mozart.
En 1992, Umbra et Imago joue son premier concert accompagné d'effects visuels qui jouent un grand rôle. Alors que le style du groupe est dominé par les influences électroniques, ils font participer des artistes comme Peter Heppner de Wolfsheim. Le groupe développe une image exagérée et se popularise pour ses concerts excentriques. La même année, leur album Träume, Sex und Tod est publié, suivi un an plus tard par Infantile Spiele. Leurs chansons dépassant souvent les 10 minutes, ils se trouvent en incapacité de jouer en discothèque et d'être inclus dans les sets des DJs. De ce fait, Umbra et Imago réalisé un remix de sa chanson Erotica qu'il appelle ZöllerMussEsSpielen Mix, en référence à Michael Zöller, un DJ résident de la discothèque Zwischenfall de Bochum. Malgré sa longueur, Gothic Erotic, issue de l'album Infantile Spiele, reste la chanson la mieux connue du groupe.
En 1995, Michael Gillian et Torsten B. quittent le groupe, suivis peu de temps après par Nail. Ils sont remplacés par Lutz Demmler et Alex Perin. Ce changement de formation change en parallèle le style musical du groupe. Les morceaux de guitares sont plus présents et s'accompagnent d'éléments hard rock sur l'album Gedanken eines Vampirs. En 1996, l'album Mystica Sexualis est orienté vers la musique gothique. Sur scène, le groupe est accompagné de mannequins. Le maxi single Kein Gott und keine Liebe, publié en 1997, assiste à une recrudescence des éléments Neue Deutsche Härte, et durant cette période, Umbra et Imago est comparé à des groupes comme Rammstein.
En 2003, le guitariste Freddy Stürze quitte le groupe et les rejoint en 2011. Selon leur site web officiel, Opus Magnus, publié en 2010, est le dernier album studio d'Umbra et Imago. En janvier 2015, cependant, le groupe sort un nouvel album intitulé Die Unsterblichen qui est accueilli d'une manière très mitigée par la presse spécialisée,,.

## Image
À ses débuts, Umbra et Imago reprend l'idée de Sigmund Freud où la sexualité est « le centre de notre existence ». Leurs paroles traitent de thèmes sadomasochistes. Selon le groupe, ce thème a été choisi car il représente la forme la plus intellectuelle de la sexualité. Les paroles d'Umbra et Imago traitent également d'humour subliminal et de problèmes sociétaux.

## Discographie

### Albums studio
- 1992 : Träume, Sex und Tod
- 1993 : Infantile Spiele
- 1995 : Gedanken eines Vampirs
- 1996 : Mystica sexualis
- 1998 : Machina Mundi
- 1999 : The Hard Years
- 2000 : Mea culpa
- 2001 : Dunkle Energie
- 2004 : The Early Years
- 2004 : Memento mori
- 2005 : Motus animi
- 2010 : Opus magnus
- 2015 : Die Unsterblichen

### Démo
- 1992 : Nachtfahrt der Seele

### Singles et EP
- 1994 : Remember Dito
- 1996 : Sex statt Krieg
- 1997 : Kein Gott und keine Liebe
- 1999 : Weinst du? (featuring Tanzwut)
- 2001 : Feuer und Licht (featuring Tanzwut)
- 2004 : Sweet Gwendoline
- 2007 : Gott will es
- 2010 : Ohne dich
- 2011 : Davon geht die Welt nicht unter (limitiert auf 222 Stück)
- 2012 : The Final Last Dream (EP)

### Albums live et DVD
- 1997 : The Hard Years
- 2002 : Die Welt brennt
- 2004 : Memento mori
- 2005 : Motus animi
- 2006 : Imago picta
- 2008 : Past Bizarre 1993-1997
- 2011 : 20